# Scopula caricaria
Scopula caricaria là một loài bướm đêm trong họ Geometridae.